# Jacques Josselin
Pour les articles homonymes, voir Jocelyn.
Jacques Josselin, dit Josselin ou encore Jo,, est un chanteur et acteur français né le 16 novembre 1894 à Marseille (Bouches-du-Rhône) et mort le 13 décembre 1977 à Joinville-le-Pont (Val-de-Marne).

## Biographie

### Jeunesse
De son vrai nom Joseph Soccodato,, il est le fils de Raphaël Soccodato, cordonnier né à Formia en Italie, et Joséphine-Andreline Pument, tailleuse née à Hyères (Var). Il fait ses débuts au café-concert comme comique et chanteur avant de monter à Paris.

### Carrière
Membre de l'orchestre de Fred Adison, il se produit en 1938 à l'Européen aux côtés d'Édith Piaf. Il participe également avec elle et Charles Trenet en août-septembre 1943 à une tournée en Allemagne pour y chanter dans les stalags et pour les ouvriers du STO, voyage au cours duquel il a une liaison avec la chanteuse . Josselin est à l'origine de la vocation de chanteur de Paul Meurisse, autre amant de Piaf.
À partir de 1947, il tourne dans plus de vingt films pour Jean Delannoy, Henri Decoin, Maurice de Canonge, Henri Verneuil et Claude Autant-Lara. Il chante également pour des opéras et des opérettes à la RTF.
Il meurt le 13 décembre 1977 à Joinville-le-Pont,, à l'âge de 83 ans.

### Vie privée
Il épouse le 1er juillet 1935 à la mairie du 16e arrondissement Marie-Aline Roblot (née le 8 mai 1901 à Morey-Saint-Denis), qui se fera connaître sous le nom de « Madame Billy » comme tenancière de 1941 à 1978 de L'Étoile de Kléber, maison de rendez-vous (et non maison close) située 4 rue de Villejust (aujourd'hui rue Paul-Valéry), à deux pas du siège de la Gestapo.
Le couple adopte un garçon, François, né en 1955. De 1959 au décès de Josselin, la famille réside au château de Morville, près de Hanches (Eure-et-Loir). Celui-ci deviendra ensuite, et notamment, propriété du président Félix Houphouët-Boigny.
Condamnée en 1981 pour proxénétisme aggravé, Madame Billy meurt à Perpignan (Pyrénées-Orientales), le 27 janvier 1996.

## Théâtre
- 1936 : Mimosa, opérette de Laurent Roche et Marc Sibert, musique Auguste Auphan et Max Peyhol, Trianon-Lyrique : Henri[9]
- 1947 : Andalousie de Raymond Vincy et Albert Willemetz, musique Francis Lopez, Gaîté-Lyrique : le Sereno[10]
- 1954 : Pampanilla, opérette en 2 actes et 18 tableaux d'André Hornez, musique Jacques-Henry Rys, mise en scène Jacques-Henri Duval, Gaîté-Lyrique
- 1955 : Chevalier du ciel, opérette en 2 actes et 24 tableaux de Paul Colline, musique Jacques-Henry Rys et Henri Bourtayre, mise en scène Jacques-Henri Duval, Gaîté-Lyrique :
- 1963 : Ruy Blas de Victor Hugo, mise en scène Jacques Couturier, Comédie de Nantes : Don César de Bazan
- 1966 : Marie Stuart d'après Friedrich von Schiller, mise en scène Pierre-Étienne Heymann, Centre dramatique du Nord (Tourcoing) : O'Kelly
- 1967 : Un caprice de Bonaparte d'après Stefan Zweig, mise en scène André Reybaz, Centre dramatique du Nord : un secrétaire de l'avocat
- 1967 : Les Caprices de Marianne d'Alfred de Musset, mise en scène Jacques Schiltz, Festival de Nantes
- 1968 : L'École des femmes de Molière, mise en scène André Reybaz, théâtre municipal Raymond-Devos puis théâtre Gramont : Horace
- 1968 : La Promenade du dimanche de Georges Michel, mise en scène de l'auteur, Festival de la Baule
- 1969 : La Périchole, opéra bouffe d'Henri Meilhac et Ludovic Halévy, musique Jacques Offenbach, mise en scène Maurice Lehmann, théâtre de Paris
- 1971 : Barbe-Bleue, opéra bouffe d'Henri Meilhac et Ludovic Halévy, musique Jacques Offenbach, mise en scène Maurice Lehmann, théâtre de Paris
- 1971-1972 : Gipsy, opérette tzigane de Claude Dufresne, musique Francis Lopez, mise en scène Francis Lopez, théâtre Sébastopol puis théâtre du Châtelet
- 1974 : Valses de Vienne, opérette d'après Johann Strauss et Johann Strauss II, mise en scène Maurice Lehmann, théâtre du Châtelet : Himolka

## Filmographie
- 1947 : Miroir de Raymond Lamy : un membre de la bande à Folco
- 1948 : Colomba d'Émile Couzinet
- 1950 : La Belle que voilà de Jean-Paul Le Chanois
- 1951 : Le Garçon sauvage de Jean Delannoy
- 1951 : Au pays du soleil de Maurice de Canonge
- 1953 : Une fille dans le soleil de Maurice Cam : Tesseyre
- 1953 : Au diable la vertu de Jean Laviron : maître Nivert
- 1953 : Carnaval d'Henri Verneuil
- 1953 : Madame de… de Max Ophüls
- 1953 : Boum sur Paris de Maurice de Canonge
- 1954 : La Caraque blonde de Jacqueline Audry : un individu louche
- 1954 : Huis clos de Jacqueline Audry : le souteneur
- 1955 : Razzia sur la chnouf d'Henri Decoin : Fredo
- 1955 : Marguerite de la nuit de Claude Autant-Lara : le patron du Pigall's
- 1955 : Trois de la Canebière de Maurice de Canonge
- 1956 : Paris, Palace Hôtel d'Henri Verneuil
- 1957 : Le Cas du docteur Laurent de Jean-Paul Le Chanois : M. Roux
- 1957 : Le rouge est mis de Gilles Grangier : Antoine
- 1957 : Trois de la marine de Maurice de Canonge
- 1957 : Police judiciaire de Maurice de Canonge
- 1957 : Tous peuvent me tuer d'Henri Decoin

## Radio
- Angélique, opéra de Jacques Ibert, retransmis à la RTF le 24 mars 1961 [11],[12] : le pécheur
- Gianni Schicchi, opéra de  Giacomo Puccini retransmis à la RTF le 24 juillet 1961[12] : Gherardo

## Discographie
- Toujours Paris, sur l'album Fred Adison et son orchestre : Le Swing à l'école, collection Les Grands Orchestres du music-hall, Marianne Mélodie, 2006[13]